# Развој светског рекорда у скоку удаљ у дворани за мушкарце
Први светски рекорд у скоку удаљ на отвореном за мушкарце признат је од ИААФ (International Association of Athletics Federations – Међународна атлетска федерација), 1863. године.
Закључно са 31. 1. 2018. ИААФ је ратификовала 1 светски рекорд за мушкарце у дворани. Резултати су исказани у метрима.

## Рекорди скока удаљ
Рекорди ратификовани од ИААФ-а
| Време | Атлетичар          | Држава           | Место                        | Датум              | Бр. | Трајање                        |
| ----- | ------------------ | ---------------- | ---------------------------- | ------------------ | --- | ------------------------------ |
| 5,04  | Ламберт            | Велика Британија | Лондон, Уједињено Краљевство | 5. децембар 1863.  | 1   | 4 године, 11 месеци и 6 дана   |
| 5,18  | Џон Голди          | Сједињене Државе | Њујорк, САД                  | 11. новембар 1868. | 1   | 8 година и 26 дана             |
| 5,33  | Х. Харис           | Велика Британија | Лондон, Уједињено Краљевство | 7. децембар 1876.  | 1   | 2 месеца и 22 дана             |
| 5,61  | H. L. Willoughby   | Сједињене Државе | Њујорк, САД                  | 1. март 1877.      | 1   | 4 године, 9 месеци и 6 дана    |
| 5,81  | А. Браун           | Велика Британија | Лондон, Уједињено Краљевство | 7. децембар 1881.  | 1   | 7 година, 1 месец и 23 дана    |
| 6,185 | Хју Х. Бакстер     | Сједињене Државе | Њуарк, САД                   | 30. јануар 1889.   | 1   | 2 године, 1 месец и 14 дана    |
| 6,30  | Е. Барнес          | Сједињене Државе | Њујорк, САД                  | 14. март 1891.     | 1   | 7 година, 11 месеци и 25 дана  |
| 6,40  | Фред Пауерс        | Сједињене Државе | Нотре Дејм, САД              | 11. март 1899.     | 1   | 11 месеци и 26 дана            |
| 6,57  | Фред Пауерс        | Сједињене Државе | Нотре Дејм, САД              | 11. март 1999.     | 2   | 11 месеци и 26 дана            |
| 6,58  | Зелмер Петит       | Сједињене Државе | Нотре Дејм, САД              | 9. март 1900.      | 1   | 1 година                       |
| 6,60  | Хопкинс            | Сједињене Државе | Нотре Дејм, САД              | 9. март 1901.      | 1   | 0 дана                         |
| 6,65  | Чарлс М. Томпсон   | Сједињене Државе | Нотре Дејм, САД              | 9. март 1901.      | 1   | 4 године, 1 месец и 6 дана     |
| 6,65  | Данијел Кели       | Сједињене Државе | Портланд, САД                | 15. април 1915.    | 1   | 4 године, 1 месец и 6 дана     |
| 6,74  | Данијел Кели       | Сједињене Државе | Портланд, САД                | 15. април 1905.    | 2   | 1 година и 6 дана              |
| 6,83  | Данијел Кели       | Сједињене Државе | Портланд, САД                | 21. април 1906.    | 3   | 10 месеци и 19 дана            |
| 7,08  | Џон О'Конел        | Сједињене Државе | Њујорк, САД                  | 12. март 1907.     | 1   | 15 година, 9 месеци и 7 дана   |
| 7,11  | Александр Клумберг | Естонија         | Тарту, Естонија              | 19. децембар 1922. | 1   | 2 месеца и 12 дана             |
| 7,30  | Дехарт Хубард      | Сједињене Државе | Урбана, САД                  | 3. март 1923.      | 1   | 11 месеци и 27 дана            |
| 7,49  | Дехарт Хубард      | Сједињене Државе | Урбана, САД                  | 1. март 1924.      | 2   | 2 године и 19 дана             |
| 7,50  | Дехарт Хубард      | Сједињене Државе | Њујорк, САД                  | 20. март 1926.     | 1   | 7 година, 11 месеци и 4 дана   |
| 7,70  | Џеси Овенс         | Сједињене Државе | Њујорк, САД                  | 24. фебруар 1934.  | 1   | 11 месеци и 30 дана            |
| 7,71  | Елас Пикок         | Сједињене Државе | Њујорк, САД                  | 23. фебруар 1935.  | 1   | 0 дана                         |
| 7,82  | Џеси Овенс         | Сједињене Државе | Њујорк, САД                  | 23. фебруар 1935.  | 2   | 0 дана                         |
| 7,85  | Џеси Овенс         | Сједињене Државе | Њујорк, САД                  | 23. фебруар 1935.  | 3   | 24 године, 11 месеци и 28 дана |
| 7,86  | Ирвин Роберсон     | Сједињене Државе | Њујорк, САД                  | 20. фебруар 1960.  | 1   | 11 месеци и 1 дан              |
| 7,87  | Ралф Бостон        | Сједињене Државе | Лос Анђелес, САД             | 21. јануар 1961.   | 1   | 27 дана                        |
| 7,91  | Ралф Бостон        | Сједињене Државе | Њујорк, САД                  | 17. фебруар 1961.  | 2   | 0 дана                         |
| 7,97  | Ралф Бостон        | Сједињене Државе | Њујорк, САД                  | 17. фебруар 1961.  | 3   | 8 дана                         |
| 8,08  | Ралф Бостон        | Сједињене Државе | Њујорк, САД                  | 25. фебруар 1961.  | 4   | 1 година, 11 месеци и 7 дана   |
| 8,18  | Игор Тер-Ованесјан | Совјетски Савез  | Њујорк, САД                  | 1. фебруар 1963.   | 1   | 3 године, 1 месец и 18 дана    |
| 8,19  | Игор Тер-Ованесјан | Совјетски Савез  | Лењинград, Совјетски Савез   | 19. март 1966.     | 2   | 8 дана                         |
| 8,23  | Игор Тер-Ованесјан | Совјетски Савез  | Дортмунд, Западна Немачка    | 27. март 1966.     | 3   | 1 година, 9 месеци и 24 дана   |
| 8,25  | Боб Бимон          | Сједињене Државе | Канзас Сити, САД             | 20. јануар 1968.   | 1   | 1 месец и 24 дана              |
| 8,30  | Боб Бимон          | Сједињене Државе | Детроит, САД                 | 15. март 1968.     | 2   | 11 година, 9 месеци и 27 дана  |
| 8,38  | Лари Мирикс        | Сједињене Државе | Џонсон Сити, САД             | 11. јануар 1980.   | 1   | 1 година, 1 месец и 9 дана     |
| 8,38  | Лари Мирикс        | Сједињене Државе | Сан Дијего, САД              | 22. фебруар 1980.  | 2   | 1 година, 1 месец и 9 дана     |
| 8,49  | Карл Луис          | Сједињене Државе | Форт Ворт, САД               | 20. фебруар 1981.  | 1   | 10 месеци и 27 дана            |
| 8,56  | Карл Луис          | Сједињене Државе | Ист Радерфорд, САД           | 16. јануар 1982.   | 2   | 2 године и 11 дана             |
| 8,79  | Карл Луис          | Сједињене Државе | Њујорк, САД                  | 27. јануар 1984.   | 3   | 41 година и 51 дан             |